# Dom Mike Alasa
Das Dom Mike Alasa ist das Wohnhaus von Mihailo Petrović. Das Bauwerk im Belgrader Stadtviertel Kosančićev Venac ist denkmalgeschützt.

## Der Bau des Hauses
Das Haus im Belgrader Stadtteil Kosančićev venac wurde im Jahr 1910 für Mihailo Petrović errichtet, der auch unter dem Namen Mika Alas bekannt war, der dort lebte und arbeitete und dort auch starb. Es entstand an der Stelle des abgerissenen Hauses seines Großvaters Novica Lazarević, der einen höheren Priesterrang bekleidete. Der Mathematiker, Wissenschaftler und Fischer verbrachte an diesem Ort fast sein ganzes Leben und schuf gerade in diesem Hause seine bedeutendsten Werke.
Den Entwurf des neuen Hauses hat, in der Zeit der weiteren Modernisierung des Stadtteils Kosančićev venac, der Architekt Petar Bajalović, der damalige Dozent an der Belgrader Universität, ausgearbeitet. Nach dem abgeschlossenen Studium an  der Technischen Hochschule in Karlsruhe, kehrte dieser nach Serbien zurück, wo er neben dem Haus von Mika Alas eine Reihe von bedeutenden Projekten realisierte: das Haus von Leona Panajot in der Straße Francuska ulica in Belgrad, den Ausstellungspavillon des Königreichs Serbien auf der internationalen Ausstellung in Rom, den Anbau der Musikschule Stanković und die Gebäude der Gesellschaft des Sveti Sava in der Straße Dušanova ulica, die Genossenschaft Kolarac, die Fakultät für Rechtswissenschaften usw.
Obwohl es sich am Anfang der Karriere von Bajalović befand, zeigte das Haus des Mika Alas damals schon das Können des Architekten. Im Grundschema war es ein typisches Belgrader Einfamilienwohnhaus mit einem Stockwerk, dem Hauptteil zur Straße und einem Flügel im Hof. Über der Balkontür befindet sich ein kreisförmiges Feld mit kleinen roten und weißen Platten, die wie ein Schachbrett angeordnet sind. Am obersten Punkt ist ein Frauenkopf, aus dessen Haaren sich ein florales Ornament entwickelt. Der Keller wurde größtenteils als Weinkeller geplant. In diesem Keller hatte Mika Alas Wein aus seinen Weinbergen, die auf dem Berg Topčidersko brdo liegen, untergebracht. Auf dem Treppenabsatz der Eingangshalle befanden sich einst Wandvertiefungen mit Figuren von Napoleon Bonaparte und Pasquale Paoli, die der in Frankreich ausgebildete Petrovic besonders schätzte. Der Balkon, mit Blick auf die Save - Donau Mündung vom Arbeitszimmer aus, war ebenfalls ein Wunsch des Mathematikers sowie die holzgeschnitzten Karpfen in der Eingangstür (Petrovic war als Fischerei-Spezialist bekannt).

## Die Geschichte und Bedeutung des Hauses
Im Haus wohnte außer Mihailo Petrović auch seine Schwester Mara mit ihrem Ehemann Živojin Perić, der ebenfalls in Frankreich ausgebildet wurde und ein bedeutender Belgrader Rechtsanwalt und ein aktiver Politiker war. Hier trafen sich bedeutende Intellektuelle aus dem In- und Ausland zu einem Ideenaustausch. Es war aber auch durch Petrovic ein Mittelpunkt der Begegnung von Menschen aus unterschiedlichsten Gesellschaftsschichten. Als Gedenkstätte ist es auch eine Erinnerung an einen Treffpunkt der populärsten Persönlichkeiten des alten Belgrads. Vor dem Haus, auf der anderen Straßenseite, steht die Büste von Mika Alas, ein Werk des Bildhauers Aleksandar Zarina aus dem Jahr 1969.
Das Haus des Mika Alas wurde zum Kulturdenkmal ernannt.